# مكتبة زايد
مكتبة زايد هي مكتبة عامة تقع في إمارة أم القيوين في الإمارات العربية المتحدة.
مكان معاصر بسيط وجذاب لتستمتع فيه بالقراءة وبطعم القهوة الخاصة، وقرطاسية لترسم أفكارك وخدمة طباعة لتنجز من خلالها اعمالك وقصص تأخذك إلى عالم أخر.

## التاريخ
انشئت مكتبة زايد مكتبة ابداعية ذات خدمات متعددة في عام ٢٠١٩م، لتخدم المجتمع وتوفر له تجربة لا مثيل لها وهي تجربة معاصرة في الوطن العربي حيث تجتمع فيها العديد من الانشطة الثقافية والادبية القيمة.
منارة ثقافية في الإمارات العربية المتحدة.

## موقعها
تقع مكتبة زايد في إمارة أم القيوين وتحديداً في منطقة الدور بالقرب من مسجد الشيخ زايد والمطل على شارع الملك فيصل. وتتوسط المكتبة حي سكني حيوي في الإمارة. وهي مكتبة عامة وتجارية في نفس الوقت وبها مقهى ثقافي يقدم القهوة المختصة. تفتح المكتبة أبوابها للجميع، وتحتوي على العديد من الكتب والاروقة الخاصة بالمطالعة وركن المبدعين. تعتبر مكتبة زايد صرح ثقافي في إمارة أم القيوين ومجلس للأدباء والمثقفين.

## مقهى ثقافي
تحتوي المكتبة على مقهى «مكتبة» وهو مقهى ثقافي يقدم أفضل أنواع القهوة المختصة لزوار المكتبة.

## خدمات المكتبة وانشطتها
مكتبة ابداعية  ذات خدمات متعددة توفر خدمة توصيل الكتب والقرطاسية، وايضاً خدمة تغليف الكتب لتقديمها كهدايا، خدمة تصوير وطباعة الأوراق، وتحتوي ايضاً على ركن الألعاب الورقية وألعاب اللوح، قسم المكتبة العامة، طاولات للمطالعة ومقهى ثقافي يقدم القهوة المختصة. تم تصميم مكتبة زايد بعد زيارة مكتبات عالمية والبحث عن أفضل الممارسات من البرازيل، روسيا، الصين، البرتغال، أذربيجان، مصر، بريطانيا، الأرجنتين، اورغواي وغيرها من عواصم ومدن وقرى كانت مصدر مهم في تشكيل بنية المكتبة الذي اعتمد تصميمها على البساطة وقوة العطاء.
المطالعة
متجر الكتب، القرطاسية والالوان
خدمة الطباعة بالالوان والابيض والاسود وتصوير الملفات والمستندات والتغليف الحراري واعداد الملزمات
خدمة تغليف الكتب
خدمة تغليف الهدايا
ورش عمل وأخرى فنية
مقهى ثقافي يقدم قهوة مميزة
المشاركة في الانشطة والفعاليات المحلية والدولية ومعارض الكتب

## معرض الصور

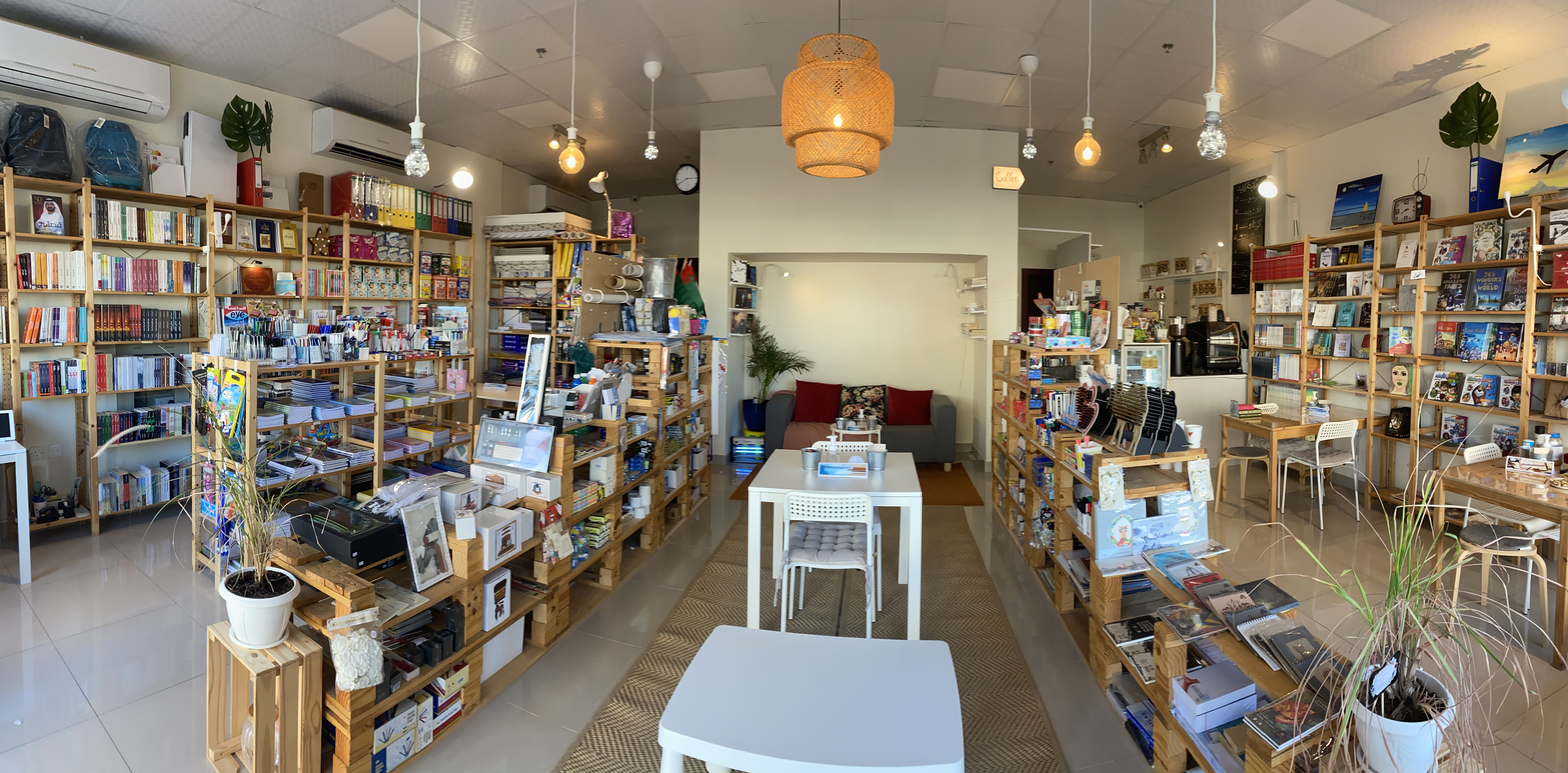
ردهة المكتبة

## روابط خارجبة
الموقع الرسمي لمكتبة زايد في أم القيوين